# 豊似インターチェンジ
豊似インターチェンジ（とよにインターチェンジ）は、北海道広尾郡広尾町字紋別に建設中の帯広広尾自動車道のインターチェンジである。このICの「豊似」という名称は仮称である。

## 歴史
- 2016年度（平成28年度） : 忠類大樹IC - 豊似IC（仮称）間（15.1km）が新規事業化[1]。
- 未定 : 忠類大樹IC - 豊似IC間（大樹広尾道路）開通に伴い供用開始予定。

## 接続道路
- 国道236号

## 周辺
- ファームイン望風林

## 隣
E60 帯広広尾自動車道（大樹広尾道路）
大樹IC（仮称）（事業中） - 豊似IC（仮称）（事業中） - 広尾IC（仮称）（事業中）